# 東方日報 (香港)

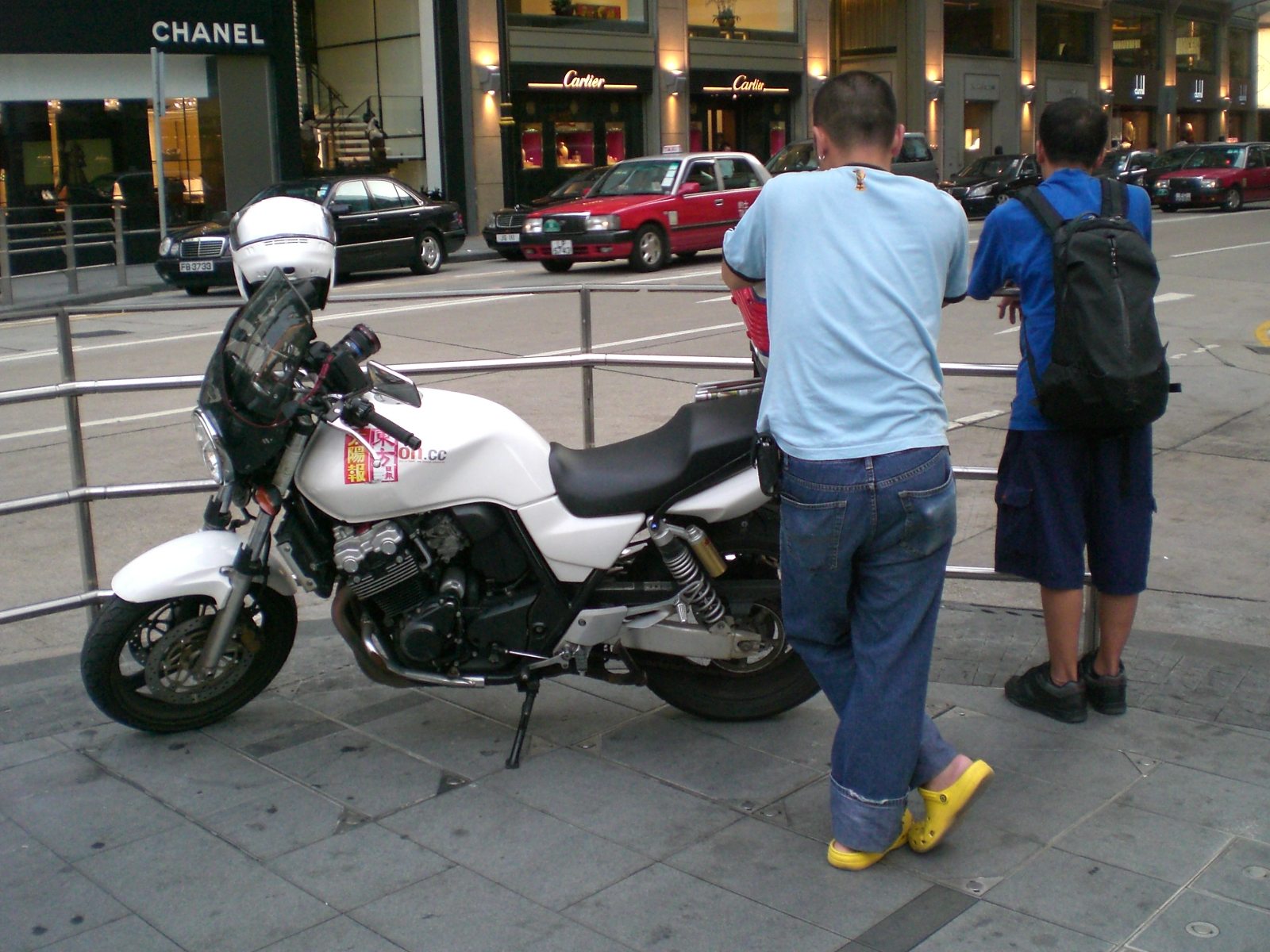
東方日報外勤

《東方日報》是香港的一家中文報章，由東方企控集團（前稱東方報業集團）發行，屬該集團旗艦報章，創刊於1969年1月22日。《東方日報》於1995年即創下單日83萬份沽清的銷售紀錄，自稱以超過348萬讀者數位居全港第一。
集團另一報章《太陽報》曾亦高踞全港銷量季軍（然而隨著香港紙媒市場日漸萎縮已經在2016年停止發行）。《東方日報》曾經的主要競爭对手是政治立場被認為是親泛民主派但现已停刊的《蘋果日报》。《東方日報》的相關網上版為東網和東網電視。

## 背景
早年馬惜如、馬惜珍兄弟創辦《東方日報》時，由於馬氏家族與中國國民黨政府之間的良好關係，報章過往曾經採用民國紀年，甚至在1990年代，更連載過蔣緯國將軍的回憶錄《我的太空遊記》，可見立場傾向親國民黨及香港殖民地政府。

### 1970年代共同創辦人販毒被通緝
1977年，日报共同创始人，马惜珍之兄马惜如被控在1968年至1974年期间偷运700吨鸦片入口，當時外號為「白粉馬」的马惜如在警方执行逮捕令前潜逃至台湾，却因当时台湾与香港并无引渡安排，最终未能拘捕归案。根據《快報》於1978年9月11日、20日及21日連續多日頭條報道，東方報業集團的創辦人馬惜珍於1970年代涉嫌贩卖毒品及行贿被捕，但在被扣留护照的情况下成功弃保潜逃至台湾，被香港警務處通緝直至其去世。
根據香港《快報》於1977年9月11日、1978年9月20日及21日連續多日頭條報道，馬家相關的疑犯亦悉數逃離香港前往台北。最終，馬氏到了台灣之後，當局以「持用假文件非法入境」為由予以逮捕，判處一年有期徒刑。根據《星期日泰晤士報》以及當年香港報章的報道，馬惜珍從1978年起就定居台灣，運用犯罪所得的收益開了好幾家合法公司。馬惜珍的合法事業，在香港和全世界繼續賺取收入，這些事業包括在歐洲、北美洲和澳洲的商業不動產。他們在英國的財產極多，在倫敦市中心金融區和西敏市擁有一整排的辦公大樓。
東方企控集團現時是遠東最大規模的報業集團之一，交由馬惜珍的兒子馬承坤主持。惟其父馬惜珍一直不能夠返回香港，香港警務處當年下達的通緝令直至2015年12月16日，律政司確認馬逝世後才得以撤銷。

### 1990年代回歸前夕政治立場轉变
香港主權移交前，由于《東快訊》事件，与前英國首相政府闹翻。此后，马氏家族与《东方日报》系的政治立场转向中间亲建制。現任主席馬澄坤出任中國人民政治協商會議第十屆全國委員會委員（新聞出版界49人），於2003年1月23日政協第九屆全國委員會常委會第20次會議通過。

## 爭議
東方日報的報導手法不時被一部分人士指責不專業，而且引發香港社會的一部分爭議。雖然這情況在其他報章也是同樣嚴重，但不少市民較著眼的是其立場，例如《東方日報》經常抨擊行業競爭對手壹傳媒賣弄色情，但是其報業集團主要刊物包括《東方日報》及《太陽報》卻仍然有風月版的色情內容刊登，最後《太陽報》的風月版在2012年11月30日併入《東方日報》風月版。

### 控告網民
東方日報多次向對其提出批評的網民或機構提出控訴；尤其是提及其創辦人過去的犯罪歷史。以網上言論控告網民罕見，但東方報業近年以此作出兩次控告：
2007年10月6日，東方報業集團入稟法院控告Uwants討論區誹謗，事緣一名網友提及創辦人馬氏家族涉販毒的內幕。
2008年10月30日，東方報業集團入稟法院控告高登討論區誹謗，要求高登討論區所屬管理公司Fevaworks公開高登會員去支的姓名、地址、電郵地址、香港身分證號碼及IP地址等個人資料。

### 同業爭鬧
根據2009年6月23日，東方同系《太陽報》報道，《蘋果日報》侵犯東方報業集團旗下刊物版權先後近40多次。除了多次入稟控告同業之外，《東方日報》在其《社論》、港聞版、設專題報導、連貫地對壹傳媒提出批判；當中亦包括與臺傳媒關係密切的泛民主派人士如黎智英、李柱銘和陳方安生等，篇幅多至幾乎每日出現，並且由《蘋果日報》創刊至今，相信已經持續十多年。

### 被迫离职
因为曾在香港报纸《东方日报》的附属网站东网撰稿，广州南方报业《中国财富》杂志记者宋志标因违反中国新闻出版主管部门“不许记者为外媒撰稿”之规定而被迫离职。

### 反送中運動
香港於2019年爆發反送中運動，當中衍生出不少被認為是親中或支持警察企業的行動。有網民發起抵制東方日報廣告商的行動，每日九時於Telegram頻道與Facebook專業發佈任務，勸諭客戶不要選用東方日報為廣告商，以減少東方日報所賺取的廣告費用。東方日報稱此舉為刑事恐嚇，執業大律師陸偉雄認為單是抵制或杯葛行為不涉及刑事恐嚇，但網民言論如有恐嚇情節，則有機會犯法，並指出在自由經濟下，廣告商可以自由選擇廣告媒介，抵制歪風是不健康的現象，社會應正視問題。

### 波蘭報導
2022年5月27日，東方日報刊發評論稱，波蘭想藉俄烏戰爭之機收回烏克蘭西部這片歷史上曾屬於自己的領土。波蘭駐香港總領事館對此回應說，這是引述和散布俄羅斯官方的不實資訊。

## 被重判案例
1996年6月《東方日報》因刊登裸露照片而被淫褻及不雅物品審裁處裁定有罪的案件。同一時期，集團就旗下刊物《東方新地》圖片遭《蘋果日報》侵權一案提出上訴。惟兩宗請上訴庭批准往終審法院上訴的要求，最後仍被駁回。集團隨後採取一連串行動，包括成立「狗仔隊」跟蹤法官，《東方日報》又在其報紙的專欄發表「大法官白皮豬，審裁處黃皮狗」等激烈言論。行動最終引發律政司提出藐視法庭的指控，《東方日報》總編輯黃陽午被判入獄四個月，東方報業集團亦被判罰款五百萬。此案為傳媒藐視案例中最嚴重的一宗，轟動一時，黃陽午亦為香港當年首名入獄的新聞工作者。

### 報販霞姐被殺案
1999年9月，東方報業集團為促銷旗下報章《東方日報》及《太陽報》，要求報販增加訂購報紙的數目。12日，《東方日報》區域發行商青匯書報社有限公司代表與報販首次商討訂紙的新制度，但會面無成果。三天後，報販何慧霞（霞姐）與長深區報販會面，一致反對青匯無理加紙，並安排由霞姐向青匯以及《東方日報》總發行商「青揚」表達有關報販的不滿。22日清晨，霞姐在深水埗被三名兇徒亂刀斬死。其中一名刀手連宗偉後來因在內地販毒被判死緩，供出其他同謀。后三人被起诉，各人在警誡時均承認涉案。首被告盧漢興稱受到青匯負責人蔡偉強指使「教訓」霞姐，第二被告李祖明及第三被告林自力稱其只負責把風，第四被告梁志鴻則承認施襲，而供出他們的連宗偉當時負責駕車。青匯負責人蔡偉強曾被警方拘捕，但因證據不足而撤銷控罪。2007年3月25日，陪審團一致裁定盧漢興、李祖名、梁志鴻謀殺罪名成立，26日被判處終身監禁；林自力則誤殺罪成判處監禁12年。主審法官包致金指出他們背後必定另有主腦，要求他們供出，或有機會獲得減刑或假釋。2010年6月，警方根據被定罪刀手等人的口供，拘捕兩名涉嫌主腦吳錫基及蔡偉強，並於2011年11月在高等法院提堂。2012年5月30日，兩名被告吳錫基及蔡偉強謀殺罪名成立，在高等法院被法官貝珊判以終身監禁。

## 售價變動
2011年9月19日起，因應壹傳媒推出旗下免費報紙《爽報》，為免影響銷量，《東方日報》同日起減價1元，新價為5元港幣。一直維持至同年12月13日，之後《東方日報》回復正常6元的售價。2013年4月5日在頭版公佈於4月7日起提高售價至7元。2017年-2018年7-Eleven便利店出售之《東方日報》售價提高至8元，但OK便利店則以1元優惠取代加價價錢（8元）。2019年2月15日在頭版公佈於2月17日起提高售價至10元。2024年10月13日起，本报再度加价到12元一份。

## 專欄《功夫茶》暫停
專欄《功夫茶》為針砭時政的平台，專欄作家陶傑亦曾經執筆。不過到2023年8月14日，《東方日報》編輯部發佈簡短啟事，宣佈評論專欄《功夫茶》由8月15日暫停，並指「多謝讀者支持，後會有期」，而最後一篇專欄題為《日日石屎冧不停　香港已然變危城》。

## 外部連結
東方日報官方網站伺服器位於香港，但是國家及地區頂級域「.cc」屬於澳洲海外領土科科斯（基林）群島。
- 東方日報 （页面存档备份，存于）
- 東方日報 電子報 （页面存档备份，存于）